# Ахали-Хурвалети
Ахали-Хурвалети (груз. ახალი ხურვალეთი) — село в Грузии, на территории Горийского муниципалитета края (мхаре) Шида-Картли.

## География
Село находится в центральной части Грузии, в пределах Тирифонской равнины, на расстоянии приблизительно 16 километров (по прямой) к северо-востоку от города Гори, административного центра муниципалитета. Абсолютная высота — 780 метров над уровнем моря.

## Население
По результатам официальной переписи населения 2014 года в Ахали-Хурвалети проживало 34 человека (17 мужчин и 17 женщин). В национальной структуре населения грузины составляли 73,5 %, осетины — 26,5 %.
| Год  | Население, человек |
| ---- | ------------------ |
| 2002 | 63                 |
| 2014 | ↘ 34               |